# Aurel Aldea
Aurel Aldea (ur. 18 marca 1887 w Slatinie, zm. 17 października 1949 w więzieniu w Aiudzie) – rumuński wojskowy (generał broni), minister spraw wewnętrznych w II poł. 1944 r., opozycjonista antykomunistyczny w latach powojennych.
W 1912 r. ukończył wojskową akademię techniczną ze specjalnością artyleria w Berlinie. Uczestniczył w I wojnie światowej w walkach w Dobrudży i bitwie o Bukareszt. Po zakończeniu wojny służył w sztabie generalnym armii rumuńskiej. Od 1938 r. był sekretarzem generalnym w ministerstwie obrony. Po objęciu władzy w Rumunii przez gen. Iona Antonescu na początku września 1940 r., uczestniczył jako delegat władz rumuńskich w negocjacjach z Sowietami w Odessie w sprawie ewakuacji ludności z Besarabii i północnej Bukowiny, zajętych przez Armię Czerwoną. W 1941 r. został przeniesiony do rezerwy, nie zgadzając się z polityką prowadzoną przez marsz. I. Antonescu. Od 23 sierpnia do 2 listopada 1944 r. pełnił funkcję ministra spraw wewnętrznych w rządzie Constantina Sănătescu. Następnie stał na czele dowództwa wojsk wewnętrznych. Po przejęciu władzy przez Rumuńską Partię Komunistyczną w połowie 1945 r., został zwolniony z armii. Od sierpnia tego roku współpracował z królem Michałem I. Na pocz. listopada wraz z kontradm. Horią Macellariu zorganizował w Bukareszcie monarchistyczną demonstrację. Skontaktował się z antykomunistyczną organizacją Haiducii lui Avram Iancu, kierowaną przez Gavrilę Olteanu. 27 maja 1946 r. został aresztowany i skazany w listopadzie na dożywocie. Zmarł 17 października 1949 r. w więzieniu w Aiudzie.